# Oreobates cruralis
Oreobates cruralis is een kikker uit de familie Strabomantidae. De soort komt voor in Bolivia.